# Ernest Sauter
Pour les articles homonymes, voir Sauter.
Ernest Sauter, né le 9 juillet 1928 à Munich (Allemagne) et mort le 8 décembre 2013, est un compositeur allemand.

## Biographie
Après avoir passé sa petite enfance a Munich, sa famille s’installe à Leipzig. Il entre en contact avec la musique contemporaine, encore adolescent, par le biais du compositeur Félix Petyrek. Chez qui il prend des cours de piano. Il rentre à la Thomasschule, où le travail sur les œuvres de Bach affine ses facultés d’écoute. Tous ses premiers essais de composition sont perdus ou détruits lors de sa fuite au moment de la débâcle à la fin de la guerre.
Sauter commence en 1947 des études de piano à l'École supérieure de Musique de Munich, études qu’il devra interrompre en 1949 pour des raisons financières. Il prend alors des cours privés auprès de son ancien professeur de piano, Maria Landes-Hindemith, et est encouragé à la composition par l'époux de celle-ci, Rudolf Hindemith. Mais l’orientation trop timide de ces encouragements ainsi que la critique par Hindemith de Musica viva, mènent finalement à la brouille.
À la fin des années cinquante, la découverte de Sauter du ballet en tant que forme artistique, au travers de spectacles de compagnies internationales, est à l’origine de son rattachement à la compagnie nouvellement formée « Junge Ballett-Compagnie » (Deutsches Ballett-Theater, Bonn) ; c’est la raison pour laquelle les œuvres de commande vont tout d’abord primer sur le reste. Mais la crainte d’être étiqueté comme « le nouvel homme du ballet » ainsi que le désir de conserver son indépendance personnelle le conduisent à aller s’installer dans le sud de France. C’est là que prend naissance, en 1983-1984 le ballet Till l'espiègle, une œuvre commandée par l'opéra de Basse-Saxe de Hanovre. En 1986, Sauter choisit le petit village de Suzette, situé près d’Avignon, comme nouveau pied à terre. Il compose son premier concerto pour piano, le Concert Russe, qui sera créé avec succès par Gerhard Oppitz, le pianiste auquel il est dédié, lors de l’année anniversaire Tchaikovski en 1993 à Hanovre.
Le souhait de se créer également un champ d’activité dans sa patrie d’adoption le pousse à organiser chaque été, dans la petite église de montagne de Suzette, des concerts de musique de chambre dans des conditions acoustiques idéales: avec Claude Bernardin, Ernest Sauter fonde le Festival Musique d'été à Suzette qui a pour but de présenter à publique intéressé non seulement des œuvres classiques mais aussi celles de compositeurs contemporains tels que Penderecki, Ligeti, Henze, Schnittke, etc. Passées quelques années de lancement de son projet, le compositeur trouve alors enfin le loisir d’écrire lui aussi des œuvres pour son festival de les faire interpréter par d'excellents artistes.

## Œuvres

### Compositions
- 1945 Saitenspiel, Six petits chants en chœur après poésie lyrique japonaise (traduction en allemand par Manfred Hausmann)
- 1960 Blue Jeans Story, Ballet pour le Junge Ballett-Compagnie, Émission en différé par Radio Sarrois
- 1963 Finale, ballet
- 1976 Remontage, Composition sur bande magnétique, œuvre commandée par l’École Supérieure de la Musique et Théâtre, Hanovre
- 1981 Trois Études après les 51 Études de Brahms pour deux pianos
- 1982 Métrages pour flûte, harpe et percussion, Musique pour un film abstrait de Kurt Kranz
- 1984 Till Eulenspiegel, Ballet, œuvre commandée par l’opéra de Basse-Saxe de Hanovre
- 1989 Essai sur l’accord prométhéen pour alto seul et trio à cordes pour alto seul et trios à cordes[1]
- 1991 Concert Russe, Concert pour piano et orchestre, dédié à Gerhard Oppitz, œuvre commandée de l'orchestre de l’État de Basse-Saxe de Hanovre
- 1997 Verrà la morte, Musique pour chant (mezzo-soprano) et quatuor à cordes après le texte de Cesare Pavese
- 1999 Trio pour violon, alto et violoncelle
- 2000 Toccata sur le nom B-A-C-H pour piano
- 2001 Essai sur l’accord prométhéen pour alto seul et orchestre à cordes (Nouvelle version de la version de 1989 pour alto seul et trio à cordes)
- 2001 Ballade pour violon, alto et violoncelle
- 2005 Musique Romantique pour violoncelle seul et trio à cordes (À la mémoire d’Arenski)
- 2007 3e Trio pour violon, alto et violoncelle

Toutes les compositions publiées sont archivées en Centre Européen des arts, Dresde-Hellerau/Allemagne

### Publications littéraires
- 1972 Die Instrumentation, ein Versuch über die Arbeit mit dem Klang, Texte pour un programme de Bayerischer Rundfunk, Munich, manuscrit, imprimé © Verlag Walter Wollenweber
- 1984 Till Eulenspiegel, Notizen nach getaner Arbeit, ©Edition Kunzelmann GmbH, Adliswil/Zürich

## Enregistrements
- 2010 L’intégrale des trios à cordes, Ars Produktion in Lizenz der BRW-Service GmbH. Coproduction avec le Bayerischer Rundfunk. Productrice: Annette Schumacher  ·©2010 Fondation Ernest Sauter[3],[4]